# Giuseppe Melani
Giuseppe Melani (Pise, 13 août 1673 - 7 octobre 1747) est un peintre italien de la fin de la période baroque, qui fut actif principalement à Pise.

## Biographie
Giuseppe Melani a d'abord été apprenti auprès de Camillo Gabrielli, puis devint l'élève de Ciro Ferri, qui était un stagiaire de Pietro da Cortona. Pour la cathédrale de Pise, il peint une Mort de saint Ranier de Pise. Il a également peint à fresque et quadratura, comme la voûte en trompe-l’œil de l'église San Matteo (Gloire de saint Matthieu, v. 1720) à Pise, avec son frère Francesco Melani (1675-1742).

## Œuvres
- Mort de saint Ranier de Pise, Cathédrale Notre-Dame de l'Assomption de Pise,
- Gloire de saint Matthieu (v. 1720), église San Matteo, Pise,
- Vierge à l'Enfant avec le petit saint Jean et sainte Élisabeth, église San Matteo, Pise.